# Andrena farinosoides
Andrena farinosoides (лат.) — вид пчёл рода Andrena из семейства Andrenidae. Африка: Марокко. Учитывая сходство с A. farinosa, название A. farinosoides (farinosa + oides, форма или подобие) было выбрано для иллюстрации этой тесной связи.

## Описание
Длина менее 1 см. Andrena farinosoides включён в подрод Poliandrena из-за короткой и широкой головы, коротких лицевых ямок, сильно пунктированной метасомы и проподеального треугольника с килем и внутренней шероховатостью (но не сотовидно-ареолярной). В пределах Poliandrena он может быть распознан как очень похожий на farinosa Pérez, 1895 из Испании и Франции (Gusenleitner and Schwarz 2002), но эти два вида отличаются опушением брюшка и пунктировкой щитика. В дополнение к густым волосяным полосам на краях тергала, у A. farinosa также есть короткие волоски на дисках тергитов, образующие редкое бархатистое опушение, если смотреть сбоку (не такое густое, как у A. eddaensis или A. decaocta). Напротив, у A. farinosoides на тергальных дисках только несколько коротких волосков, не образующих бархатистого опушения. Кроме того, скутум A. farinosoides явно менее густо пунктирован, с точками, разделенными на один пунктирный диаметр, у A. farinosa точки более плотные и почти сливающиеся.